# Bosnyák-horvátok
A bosnyák-horvátok vagy katolikus bosnyákok, baranyai bosnyákok (horvátul: Bošnjački Hrvati, Katolički Bošnjaci, Baranjski Bošnjaci) Baranya vármegyében élő délszláv közösség. A boszniai muzulmán bosnyákokkal szemben a baranyai bosnyákok kivétel nélkül katolikus vallásúak, és tágabb értelemben horvátnak tartják magukat. 1995-től minden évben megrendezik Kökényben a Bosnyák találkozót.

## Bosnyák lakta települések
Legnagyobb számban Pécsen a Havihegy nyugati lejtőjén (Puturluk) a Tettye környékén éltek, amit ők Tekijának neveznek. Mára szinte teljesen asszimilálódtak, vagy elköltöztek. Pécsett a 21. században a város különböző pontján találhatunk bosnyák lakosokat.
Bosnyákok által lakott települések voltak még:
- Almamellék (Mamelik),
- Áta (Ata),
- Horváthertelend (Ertelen, Retlenda, Hertalan),
- Ibafa (Ibaba),
- Kökény (Kukinj),
- Mozsgó (Možgaj),
- Németi (Njemet), (1977-ben egyesült Szalántával)
- Pécsudvard (Udvar),
- Pogány (Pogan),
- Szalánta (Salanta),
- Szentlászló (Laslov),
- Szemely (Semelj),
- Szőke (Suka),
- Szőkéd (Sukit)
- Szulimán (Suliman).[1][2]

Mára 5 jelentősebb település maradt: Kökény, Pécsudvard, Pogány, Szalánta, Szemely.

## Történetük
A katolikus bosnyákok már a török hódoltság alatt megjelentek a mai Baranyában. A nyelvtudomány igazolta, hogy észak-boszniai (Tešanj és környéke) eredetű tájszólást beszélnek: a što nyelvjárás e-ző és ije-ző változatát. A törökellenes felszabadító harcok során (főleg 1686-87-ben) ugyan jórészt elmenekültek, de sokan visszatértek. Új betelepítések is folytak főleg Szlavóniából és Ogulin környékéről. A katolikus horvát népesség letelepítését a pécsi püspökség birtokain nagy igyekezettel szorgalmazta Radonay Mátyás Ignác pécsi püspök (1686-1703), hogy erősítse a katolikusok arányát a püspökség nem katolikus népességével szemben.
A Rákóczi-szabadságharc idején több példa is volt az együttműködésre, kurucok és bosnyákok között. Baranya vármegye bosnyák és sokác községei azonban csak átmenetileg néptelenedtek el. A bosnyákok többsége visszatért, az 1688-1700 között a pécsi anyakönyvekben felbukkanó 300 horvát családnévből 1720 után 184 újra szerepel. A letelepült bosnyákság elsősorban állattenyésztéssel, valamint szőlőtermesztéssel, bortermeléssel és gyümölcstermesztéssel foglalkozott, de a pécsi bosnyákság hamar elvárosiasodott. A falusi bosnyákok híresek voltak jó minőségű káposztáikről, ezért káposztásoknak (bosnyákul: kupusari) nevezték őket.
Az első világháború utáni szerb megszállás idején köztük is erőteljes propagandatevékenység folyt, hogy rávegyék a bosnyákokat az Szerb–Horvát–Szlovén Királysághoz való csatlakozásra, de nem sok sikerrel. A Szalántán készült jegyzékből kiderül, hogy több bosnyákot katolikus szerbnek írtak be, hogy ezzel is erősítsék a délszláv államhoz való csatlakozást. Azonban katolikus szerbek nincsenek. Sőt - a baranyai szerbekkel ellentétben - 1921 után a bosnyákok Magyarországon maradtak. A két világháború között erőteljes asszimilációs nyomás nehezedett rájuk, ami azóta is tart.
A rendszerváltás után a baranyai bosnyák falvak lakói horvát kisebbségi önkormányzatokat hoztak létre. A kisebbségi önkormányzatok anyagi támogatást biztosítanak a horvát kultúra ápolására.

## Lakosság
A lakosságról egyáltalán nincsenek adatok. A népszámlálásokkor nem említik külön a baranyai bosnyákokat, hanem horvát nemzetiségűnek írják őket. Emiatt csak következtetni lehet a lakosság nagyságát illetően. 2001-ben a jelentősebbnek mondható 7 faluban 1096 fő vallotta magát horvátnak, azonban ezt baranyai bosnyákként is lehet értelmezni. Pontosabb adatok nem készültek.
Ma egyre fogyatkozik a bosnyák népesség száma. Ennek oka, hogy a gyerekek nem tanulják anyanyelvüket, egymás közt inkább magyarul társalognak és az iskolában is a horvát irodalmi nyelvet oktatják. Hiányzik amellett a nemzetiségi tudatuk is, olykor nem merik felvállalni, félve attól, hogy a környezetük kitaszítja őket etnikumuk miatt, máskor egyáltalán nem is akarják, ennek meg oka lehet a mai tömegmédia és digitális világ, amely nagyban elvonja a gyerekek figyelmét ettől.

## Nyelvük

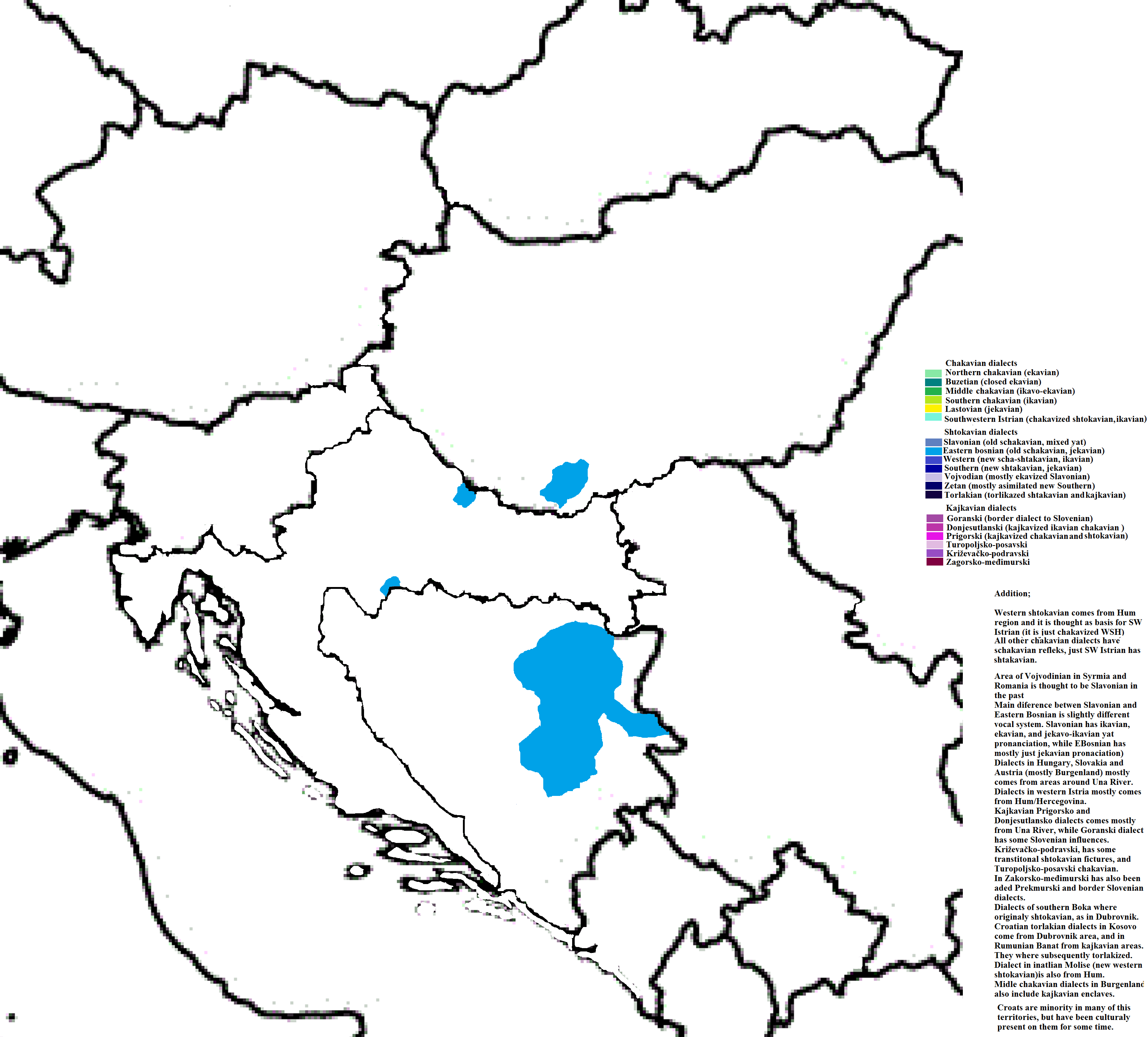
A kelet-boszniai nyelvjárást beszélők területi elhelyezkedése

A baranyai bosnyákok nyelvtudományi besorolás szerint a horvát nyelv kelet-boszniai nyelvjárását beszélik. Nagyon hasonlít a horváthoz, mégis az idők során érezhető bizonyos magyar ill. szerb hatás. Például a ć betűt a horvátok keményebben, tycs-nek ejtik, míg a bosnyákok lágyabban, amely inkább a magyar ty hanghoz hasonlít (hasonlóan a szerbhez). A baranyai bosnyákok a horvát irodalmi nyelvben használt ije-ző, štokavski nyelvjárást beszélik, de néhol az i-ző nyelvjárás elemeit is felleljük. Az asszimiláció miatt azonban a nyelv kezd eltűnni ill. kezdi átadni helyét a horvát irodalmi nyelvnek, amit a pécsi horvát iskolában sajátítanak el a diákok.
| irodalmi horvát nyelven és bosnyákul | sokácul, bosnyákul és bunyevácul | szerbül    | magyarul |
| ------------------------------------ | -------------------------------- | ---------- | -------- |
| Lijepo vrijeme                       | Lipo vrime                       | Lepo vreme | Szép idő |

Néhány bosnyák szó, ami eltér az irodalmi horváttól:
| bosnyákul | irodalmi nyelven | magyarul |
| --------- | ---------------- | -------- |
| divaniti  | govoriti         | beszélni |
| šamija    | marama           | kendő    |

Az alábbi mondókát Kökényben mesélték:
Ovaj je ošo u šumu
ovaj je ulovio zeca
ovaj ga odno doma
ovaj ga ispeko
a ovaj mali ga pojeo.

## Hagyományaik, népszokásaik
A hagyományok már a születéstől végigkísérik az ember életét. Így például míg a gyerek hat hetes nem lesz, nem szabad kivenni a bölcsőből, mert kicserélik a boszorkányok.
Ha valaki látogatóba megy s nem ül le, elviszi a gyerek álmát. Tavasszal vetés idején, ha valaki azt akarja, hogy sok uborkája teremjen, az Márk napján vesse el a magját, akkor mikor a körmenet kiindul a templomokból búzaszentelésre. A tököt délben kell vetni, mert akkora lesz, mint a delelő ökör. Vannak olyan szokások amelyeket a bosnyákok átvettek a magyaroktól.
Pécsen, a Havihegyi búcsú az egyik legnagyobb esemény ami a bosnyáksághoz köthető. Ilyenkor nem csak az közelben élők, hanem a környező falvakból is érkeznek látogatók. Sajnos mára, már egyre kevesebben látogatnak el a búcsúra.

### Advent és karácsony
A bosnyákok életében nagy jelentősége van a vallásnak. Karácsony előtt advent időszakában böjtölni szokás. Akik ezt nagyon komolyan veszik, azok ezeken a napokon csak kenyeret és vizet vesznek magukhoz. December 24-én reggel a fiatal fiúk a falut járva kotyolnak. Ez abból áll, hogy egy bottal a parazsat kotorászva egy kis versikét mondanak:
| Horvátul                                                                               | Magyarul                                                                                  |
| -------------------------------------------------------------------------------------- | ----------------------------------------------------------------------------------------- |
| Koliko žari, Toliko jaji, Koliko iskrića, Toliko pilića, Koliko pepela, Toliko metera. | Ahány parázs, Annyi tojás, Ahány szikra, Annyi csirke, Ahány hamu, Annyi mázsa (termény). |

Ennek a szokásnak az a célja, hogy a fiúk minden házra áldást kérjenek, és jót kívánjanak a háziaknak.
Az asszonyok a ház rendberakását már a korábbi napokban elvégzik. Ezen a napon csak a következő ételek készítésével foglalatoskodnak: hal (csak lisztbe forgatva, olajon kisütve), halleves, lokša (loksá), makovača (mákovácsá). Ez a két utóbbi étel a következő módon készül: a sós tésztát asztali tűzhelyen megsütik, aztán forró vízbe belemártják. A tetejére mákot, diót szórnak. Az egyiket összetekerve, a másikat rétegezve készítik.
Szentestén a terített asztalra mindenképpen kerül egy imakönyv, amelyet rózsafüzérrel átkötnek, valamint egy olyan edény, amelyben összekevernek gabonaféléket (búzát, kukoricát, árpát) a következő év termésének bőségét kérve. Kerül az asztalra továbbá alma, fokhagyma és dió. Szentestén az ima után elsőként ezek kerülnek elfogyasztásra. A dióból megállapítják, hogy egészségesek lesznek-e a következő évben. A fokhagyma elűzi az ördögöt. Az almát úgy kell enni, hogy 1 almát annyi felé vágnak ahányan vannak az asztalnál, és mindenki 1-1 szeletet eszik meg. Éjfélkor a szentmisén betlehemi játékokat adnak elő, és karácsony napjain a betlehemesek a falut járják. Beöltöznek pásztoroknak és énekelnek, verset mondanak.

### Húsvét
A készülődés hasonló a karácsonyihoz. Azon a napon már csak a konyhai munkálatok vannak. Elsősorban sonkát, kolbászt főznek. Ebédre bablevest készítenek, de semmiféle húsféleség nem kerül bele, ettől nyeri el a böjtös jellegét. Az ebből kifőtt babból törtbabot készítenek (összetört babhoz sok apróra vágott fokhagymát kevernek). Délután kerül sor a tojásfestésre, ami a gyertyalével történt díszítés után a hagymahéjlében kerül megfestésre. Száradás után zsírral fényesítik. Tormareszeléssel folytatódik, amit a kolbászlével öntenek le. Este már fogyasztanak a főtt kolbászból, tormából és tojásból. A sonka megkezdése csak húsvét első napján, a templomi szentelés (kenyeret, sonkát szertartás keretében megszentelik) után lehetséges. Húsvét másnapján a lányok az egész faluban kraljicéznek. Ilyenkor házról házra járnak, és jót kívánnak a ház népének.

### Esküvő és lakodalom
A lakodalom kitűzését követően 3 vőfély járja a rokonságot rozmaringgal díszített borosüveggel. A meghívást követően megkóstolják a lakodalmi bort, s a hiányt a házigazda saját forrásból pótolja. (A 10. hely után már nem igazán hasonlít az eredeti bor ízéhez.) Aki nem itta ki a bort az üvegből, annak a háta mögé kell öntenie!
A bosnyák lakodalomban nemzetiségi ruhákban történik az esküvő. A menyasszony kikérésére úgy kerül sor, hogy az egyik vőfély kéri a szülőket, hogy adják ki a menyecskét a vőlegénynek. Ha a szülők kiadják, az egybegyűlteknek 1 pohár bort vagy 1 kupica házi pálinkát (šljivovica - szilvapálinka) kell inniuk. A bosnyákok nagyon vallásosak, így a következő úticél a templom. Azután jön a polgári esküvő. Ha esküvői menetkor esik az eső, a menyasszony sokat fog még életében sírni.
A lakodalomban a menyasszonytánc alatt a vendégek 3 tányérba tehetik a pénzt, a vőlegényébe, a menyasszonyéba és a zenészékébe. Ha vége a menyasszonytáncnak az ifjú pár eltűnik, hogy átöltözhessenek. Mikor visszajönnek, akkor szármát (töltött káposzta) szolgálnak fel a vendégeknek.

## Népviselet

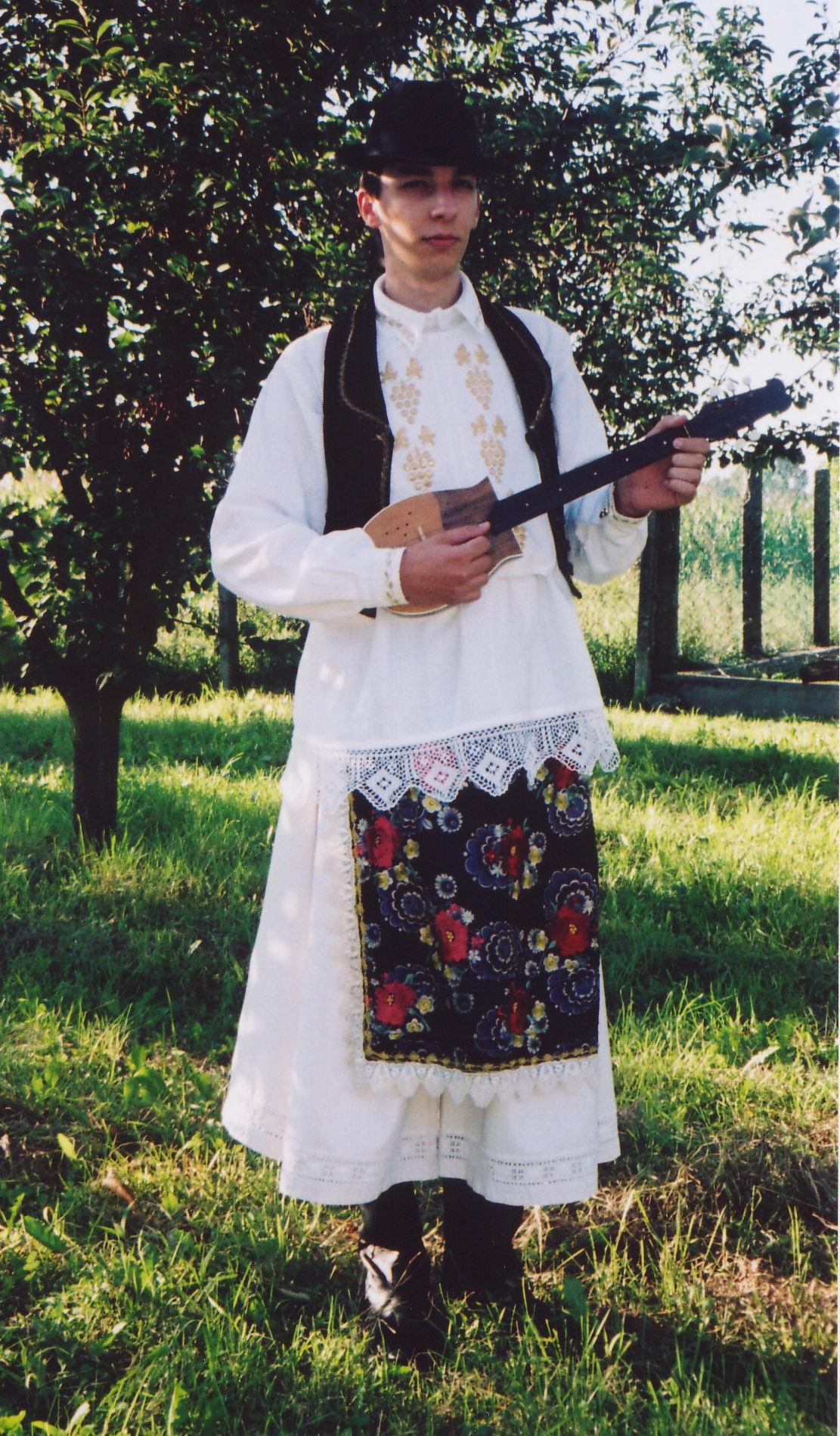
mai baranyai bosnyák férfi népviselet

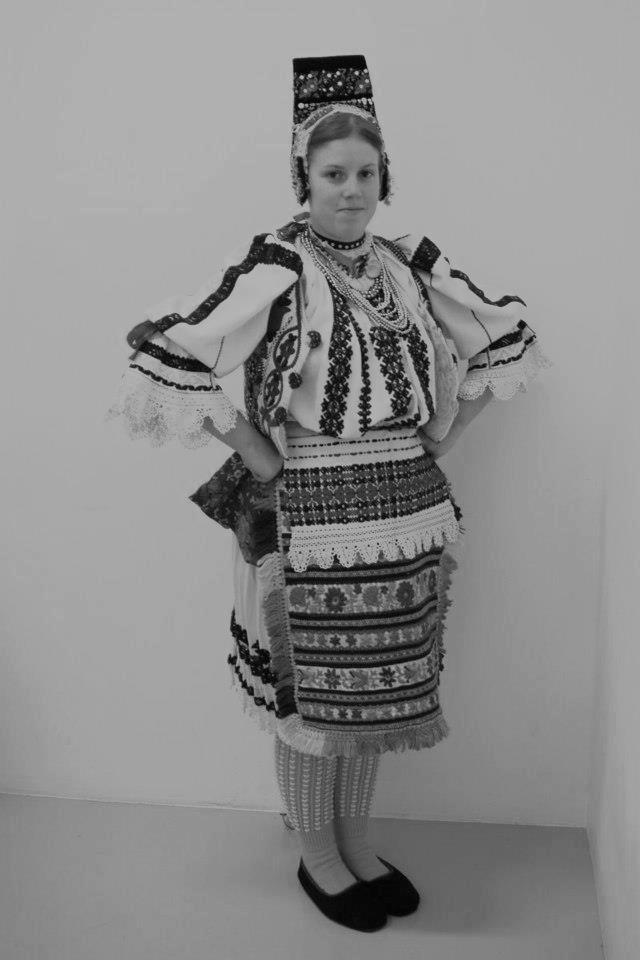
Baranyai bosnyák női népviselet

A 19. században Nikola Tordinac pap írt a népviseletről. A hétköznapi férfiviselet nem tér el a környék magyar népviseletétől. Nyáron a hétköznapi viselet fehér ing, gatya, bocskor és kalap. Ünnepnapokon az egyszerű inget és gatyát felváltotta a finomabb vászonból készült ing és gatya. Ehhez jött a posztómellény és a széles karimájú kalap. A tehetősebbek csizmát, olajzöld színű posztót, ellenzős nadrágot, ezüstgombos mellényt, rövid kabátot viseltek ünnepek alkalmával. Télen szűrt és zsinórral díszített, térdig érő posztókabátot hordtak.
A lányok hajukat háromágú, derékig érő copfba fonták, a végére piros szalagot kötöttek. A halántékra élővirágos díszt tettek. A blúzuk színes és nyakig zárt volt. A blúz fölé selyemkendőt kötöttek. Szoknyájuk bokáig ért, hat szélből készült, míg a kötényük háromból. A nyakba aranyláncot vagy gyöngyöket tettek. A nők viseletében a színeknek korjelző szerepe volt.

## Kultúra
A baranyai bosnyákok több tánccsoportot is alapítottak, amelyek ma is aktívak:
- Marica Kulturális Egyesület (Szalánta)
- Matusek László vegyeskórus (Kökény)
- Dubrava Együttes (Szemely)
- Tanac Kulturális Egyesület (Pécs)
- Baranya Néptáncegyüttes (Pécs)

### Videók
- MTV Archív: A pécsi tabán (Puturluk) 1984 / Részlet. YouTube
- MTV Archív: A pécsi tabán (Puturluk) 1984 / Részlet - A tettyei romok, a Tettye patak, interjú Tillai Ernő Ybl-díjas építésszel. YouTube
- MTV Archív: A pécsi tabán (Puturluk) 1984 / Részlet - interjú Suvák Lajos nyugdíjassal. YouTube